# Ceropegia longirostris
Ceropegia longirostris — вид квіткових рослин із родини барвінкових (Allioideae).

## Морфологічна характеристика
Вид, який відрізняється від Ceropegia somalensis Chiov. тим, що має голий зовні віночок (у порівнянні з коротким і густо запушеним по всій зовнішній поверхні), завширшки 7–8 мм (проти 12–16 мм), дзьоб завдовжки 16–20 мм, який різко відмежований від решти віночка, а іноді більш-менш колінистий біля основи (у порівнянні з дзьобом, більш поступово відмежованим і слабо закрученим угорі).

## Ареал
Рослина відома лише з двох місць, одного в Ефіопії та одного в Кенії, на відстані приблизно 900 км один від одного. У типовій місцевості в Ефіопії вид зростає невеликому гіпсовому оголенні, оточеному мулистим або піщаним ґрунтом, у рослинності відкритого чагарнику на висоті 500—550 метрів. Місцевість у Кенії розташована в межах національного парку Сібілой. Це об'єкт Всесвітньої спадщини ЮНЕСКО з 1997 року. Точної інформації немає, але ймовірно, це відкриті чагарники на гіпсовій землі на висоті ≈ 400 метрів над рівнем моря. Цілком імовірно, що існують інші популяції цього виду, і його слід шукати в інших гіпсових районах на подібних висотах у південній Ефіопії та північній Кенії.